# Perilejeunea
Perilejeunea là một chi rêu trong họ Lejeuneaceae.